# Ibrahim Bekakchi
Ibrahim Bekakchi (en arabe : إبراهيم بكاكشي) est un footballeur algérien né le 10 janvier 1992 à Sétif. Il évolue au poste de défenseur central au NC Magra.

## Biographie

### En club
Ibrahim Bekakchi évolue en première division algérienne avec les clubs de l'USM Alger, de la JS Saoura et de l'ES Sétif. Il dispute 116 matchs en inscrivant cinq buts.
Il participe à la ligue des champions africaine saison 2018-19 avec la Saoura. Il joue huit matchs dans cette compétition.
Il participe à la Coupe de la confédération saison 2020-21 avec Sétif.

### En équipe nationale
Ibrahim Bekakchi participe avec l'équipe d'Algérie à la coupe du monde des moins de 17 ans 2009 au Nigeria.

## Palmarès
| USM Alger - Championnat d'Algérie (1) : - Champion : 2013-14. - Supercoupe d'Algérie (1) : - Vainqueur : 2013. |  | JS Saoura - Championnat d'Algérie : - Vice-champion : 2017-18. |